# Foix-Rural (tổng)
Tổng Foix-Rural là một tổng của Pháp nằm ở tỉnh Ariège trong vùng Occitanie.

## Hành chính
| Giai đoạn | Ủy viên        | Đảng             | Tư cách                     |
| --------- | -------------- | ---------------- | --------------------------- |
| 2008-2014 | Benoît Alvarez | DVG              | Thị trưởng Montgaillard     |
| 2001-2008 | Guy Destrem    | Đảng xã hội Pháp | Thị trưởng Serres-sur-Arget |
| 1994-2001 | Guy Destrem    | Đảng xã hội Pháp | Thị trưởng Serres-sur-Arget |
| 1988-1994 | Guy Destrem    | Đảng xã hội Pháp | Thị trưởng Serres-sur-Arget |
| 1985-1988 | Guy Destrem    | Đảng xã hội Pháp | Thị trưởng Serres-sur-Arget |

## Các đơn vị hành chính
Tổng Foix-Rural bao gồm 24 xã với dân số 9 693 người (điều tra năm 1999, dân số không tính trùng).
| Xã                      | Dân số | Mã bưu chính | Mã insee |
| ----------------------- | ------ | ------------ | -------- |
| Arabaux                 | 54     | 09000        | 09013    |
| Baulou                  | 146    | 09000        | 09044    |
| Bénac                   | 152    | 09000        | 09049    |
| Le Bosc                 | 136    | 09000        | 09063    |
| Brassac                 | 584    | 09000        | 09066    |
| Burret                  | 22     | 09000        | 09068    |
| Celles                  | 134    | 09000        | 09093    |
| Cos                     | 258    | 09000        | 09099    |
| Ferrières-sur-Ariège    | 705    | 09000        | 09121    |
| Freychenet              | 83     | 09300        | 09126    |
| Ganac                   | 653    | 09000        | 09130    |
| L'Herm                  | 177    | 09000        | 09138    |
| Loubières               | 201    | 09000        | 09174    |
| Montgaillard            | 1 320  | 09330        | 09207    |
| Montoulieu              | 305    | 09000        | 09210    |
| Pradières               | 107    | 09000        | 09234    |
| Prayols                 | 305    | 09000        | 09236    |
| Saint-Jean-de-Verges    | 841    | 09000        | 09264    |
| Saint-Martin-de-Caralp  | 288    | 09000        | 09269    |
| Saint-Paul-de-Jarrat    | 1 224  | 09000        | 09272    |
| Saint-Pierre-de-Rivière | 564    | 09000        | 09273    |
| Serres-sur-Arget        | 701    | 09000        | 09293    |
| Soula                   | 159    | 09000        | 09300    |
| Vernajoul               | 574    | 09000        | 09329    |

## Thông tin nhân khẩu
| 1962                                                     | 1968  | 1975  | 1982  | 1990  | 1999  |
| -------------------------------------------------------- | ----- | ----- | ----- | ----- | ----- |
| 5 801                                                    | 7 058 | 7 218 | 8 090 | 8 923 | 9 693 |
| Nombre retenu à partir de 1962 : dân số không tính trùng |       |       |       |       |       |